# MESFET

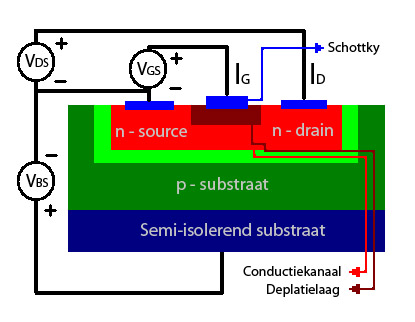
Uppbyggnad av en MESFET.

MESFET (MEtal-Semiconductor Field Effect Transistor) är en halvledare som används vid högre frekvenser och effekter istället för MOSFET.
MESFET innebär att gaten är av metall-halvledartyp (läs Schottky-typ).  Detta innebär att det är en transistor av majoritetsbärartyp.  Vilket i sin tur innebär att det är elektroner och inte hål som står för halvledarfunktionen.  Och elektroner har högre mobilitet än hål varför transistorn blir snabbare.